# 阿姆斯特丹大学
阿姆斯特丹大學（荷蘭語：Universiteit van Amsterdam，縮寫為UvA）是荷兰首都阿姆斯特丹的一所顶尖研究型大学，成立于1632年。它是世界百强学府，也是欧洲最大的综合性大学之一，拥有众多国际学生交流项目和优良的国际声誉。它同时是Universitas 21大学联盟、欧洲大学协会、欧洲研究型大学联盟与欧洲首都大学联盟成员之一。
阿姆斯特丹大学有高质量的研究生和世界前沿的研究培训，同时本科教育也是世界最优秀的之一。它产生过6名诺贝尔奖得主，其中诺贝尔物理学家得主3名，和平、医学和化学奖得主各一名。
阿姆斯特丹大学现有超过40000名学生，5000名员工和285个研究项目（学士和硕士项目），其中许多都是用英语授课的。阿姆斯特丹大学拥有超过6亿欧元的预算，大学学院星罗棋布地分布在阿姆斯特丹城市的各个角落，目前该校设有七个学院：人文学院、社会与行为科学学院、商学院、法学院、理学院、医学院和牙医学院。
阿姆斯特丹大学的声誉享誉全球，在2020年度USNEWS世界大学排名中，位列世界第四十位，欧盟区位列前三。
现任校长为荷兰科学哲学家彼得·保罗·费尔贝克。

## 学校历史

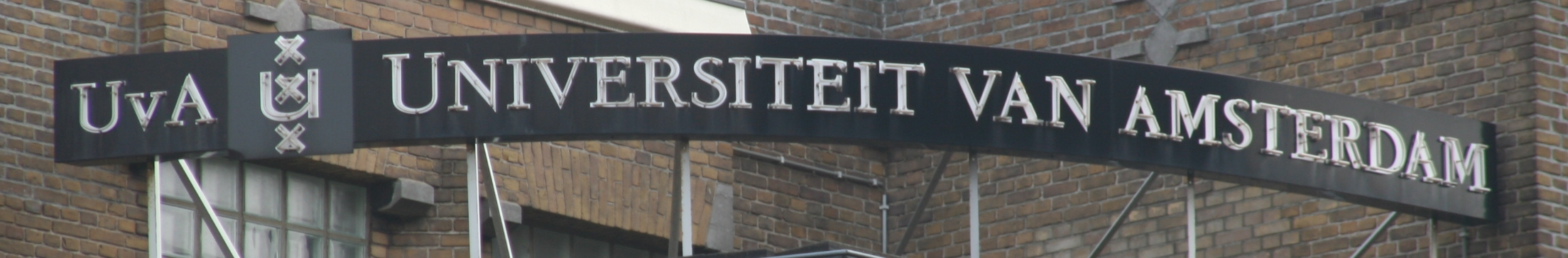
阿姆斯特丹大学的标志

一般認為阿姆斯特丹大學始於1632年創校的 Athenaeum Illustre，該校原以教授史學與哲學為主，此後陸續成立了醫學、法學與神學學院。此時該校的規模仍小，學生不超過三百人。
1815年， Athenaeum Illustre 被認可為高等教育機構。1877年，該校改名為 Gemeentelijke Universiteit van Amsterdam（阿姆斯特丹市立大學），教授聘任須經市議會通過，市長管理學校的運作。由於當時的阿姆斯特丹市議會採取進步作風，市立大學得到了較大的學術自由。
1961年，政府接管該校財務，市立大學遂改稱阿姆斯特丹大學。1969年5月間，學生一度佔領大學的行政中心 Maagdenhuis，要求讓學生參與校務。在60至80年代間，阿姆斯特丹大學被視為荷蘭學生運動的中心。

## 学校科研
阿姆斯特丹大学是欧洲最大的研究型大学之一，在2010年就有超过7900篇科学文献出版。学校每年研究资金约1亿欧元的直接投资，2300万欧元的间接资金以及来自商业合作伙伴的4900万欧元。教师们经常收到奖品的研究和赠款，如来自荷兰科学研究组织（NWO）。研究由15项优先研究领域和28项院系内研究组成。

### 图书馆
阿姆斯特丹大学图书馆 (UBA)，拥有超过四百万册藏书。此外，多个部门都有自己的图书馆。主要的大学图书馆位于市中心。它包含超过400万册图书，7万件手稿，50万封信件，12.5万张地图，以及罕见部特藏和珍贵的艺术品。三个阅览室可供学生在安静的学习。除了主要的大学图书馆，还有整个阿姆斯特丹市中心蔓延约70多个部门级别的图书馆。

### 出版社
阿姆斯特丹大学出版社 (AUP) 作为校办出版社，先后在出版超过1,400余种英语或荷兰语书籍和期刊。

### 博物馆
阿姆斯特丹大学还拥有五个博物馆。包括阿拉德·皮尔逊博物馆，它收藏着公元前4000年到公元500年之间的来自古埃及，古希腊，近东和意大利中部的文物；大学博物馆，收藏与展示1632年成立到至今的阿姆斯特丹大学的历史；Vrolik博物馆，存放着解剖学，动物学和致畸标本；J.A.多特蒙德博物馆收藏者公元前3000到至今的呈现在西方书写历史的展览；阿姆斯特丹大学计算机博物馆里面有显示在电子计算机制造出来之前，过去的计算机是如何工作和计算的。阿姆斯特丹动物学博物馆收集了数百万用于科学研究贝壳，昆虫，哺乳动物，鸟类，鱼类和其他动物的标本。

## 学校排名
在QS世界大学排名（2015-2016）排名中，阿姆斯特丹大学荣获了11项荷兰大学学术领域最高名次，总共17个项目排名在前五十以内。其中新闻传媒专业上升两个名次，排名全球第六，也是阿姆斯特丹大学的最高名次。接下来人类学（排名15），教育学（排名35），英语文学（排名46），地理学（排名14），语言学（排名19），现代语言（排名39），哲学（排名48），心理学（排名10），社会政策与管理（排名29），社会学（排名14），会计与金融（排名50），发展研究（排名25），经济学（排名41），历史学（排名43），医学（排名34），政治与国际研究（排名33）。排名100名以内的还有考古学、生物学、商业管理、化学、计算机科学与信息系统、法学、数学、表演艺术、物理学、天文学、统计运筹学。
来自泰晤士高等教育-QS世界大学排名：
| 学校           | 2004 | 2005 | 2006 | 2007 | 2008 | 2009 | 2010 | 2011 (QS) | 2011 (THE) | 2012 (QS) | 2012 (THE) | 2013 (QS) | 2013 (THE) | 2015 (THE) | 2015 (QS) |
| -------------- | ---- | ---- | ---- | ---- | ---- | ---- | ---- | --------- | ---------- | --------- | ---------- | --------- | ---------- | ---------- | --------- |
| 阿姆斯特丹大学 | 98   | 58   | 69   | 48   | 53   | 49   | 56   | 63        | 92         | 62        | 83         | 58        | 83         | 58         | 55        |

## 学校院系
阿姆斯特丹大学下设7个学院：
- 人文学院
  - 远古研究与考古系
  - 艺术与文化系
  - 荷兰研究系
  - 历史、欧洲研究与宗教研究系
  - 文学研究与语言系
  - 传媒系
  - 现代语言文化系
  - 哲学系

- 社会与行为科学学院
  - 人类学系
  - 儿童发展教育系
  - 传播学系
  - 人类地理发展与国际发展研究系
  - 政治科学系
  - 心理学系
  - 社会学系

- 商学院
  - 阿姆斯特丹商学院
  - 阿姆斯特丹经济系

- 法学院
  - 国际法与欧盟法系
  - 法律学系
  - 公法系
  - 私法系

- 理学院
  - 理学院
  - 信息系
  - 地球生命科学系
  - 跨学科研究系

- 医学院（学术医学中心AMC）

- 牙医学院

## 画廊

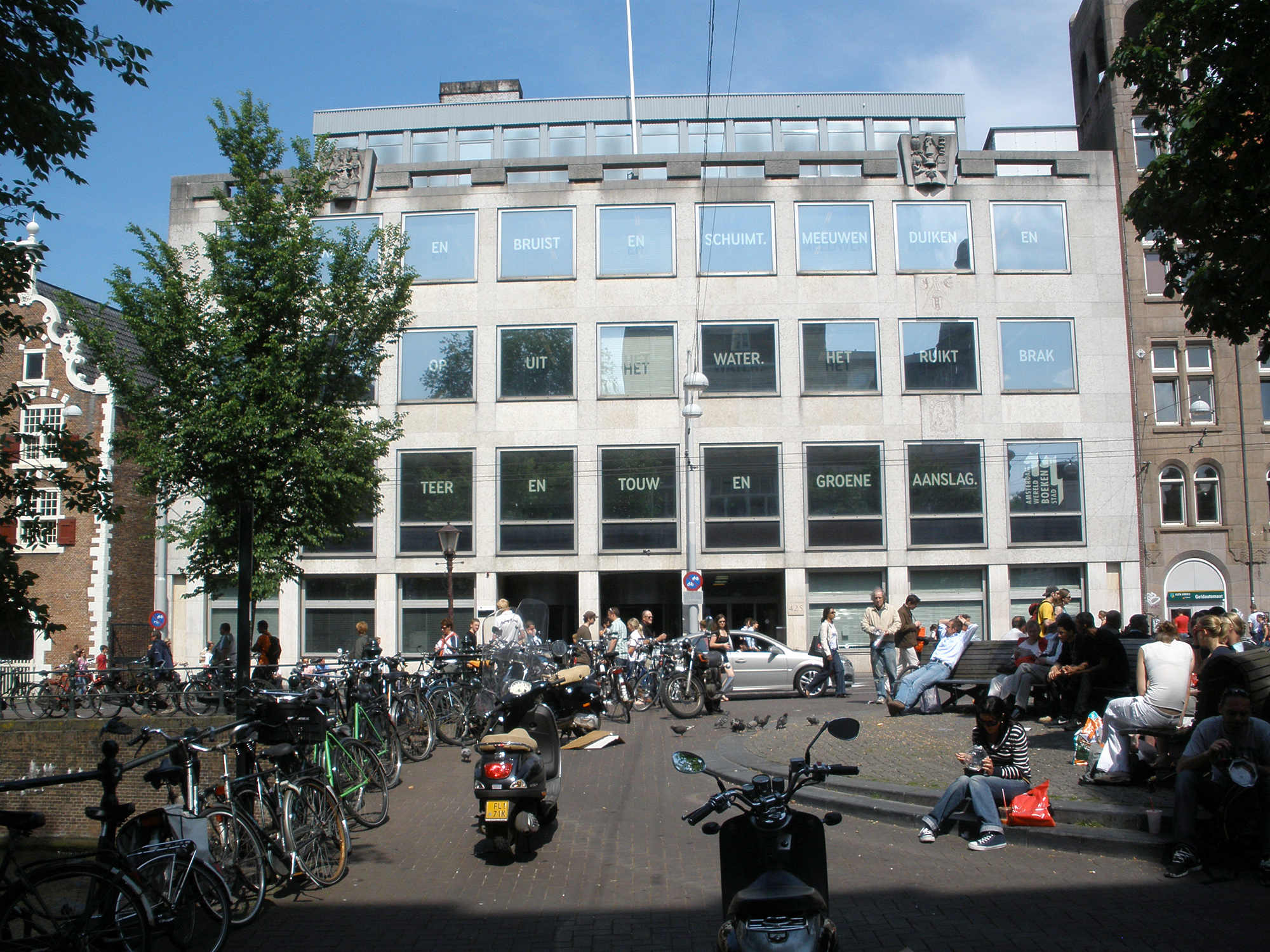
阿姆斯特丹大学图书馆，位于Spui
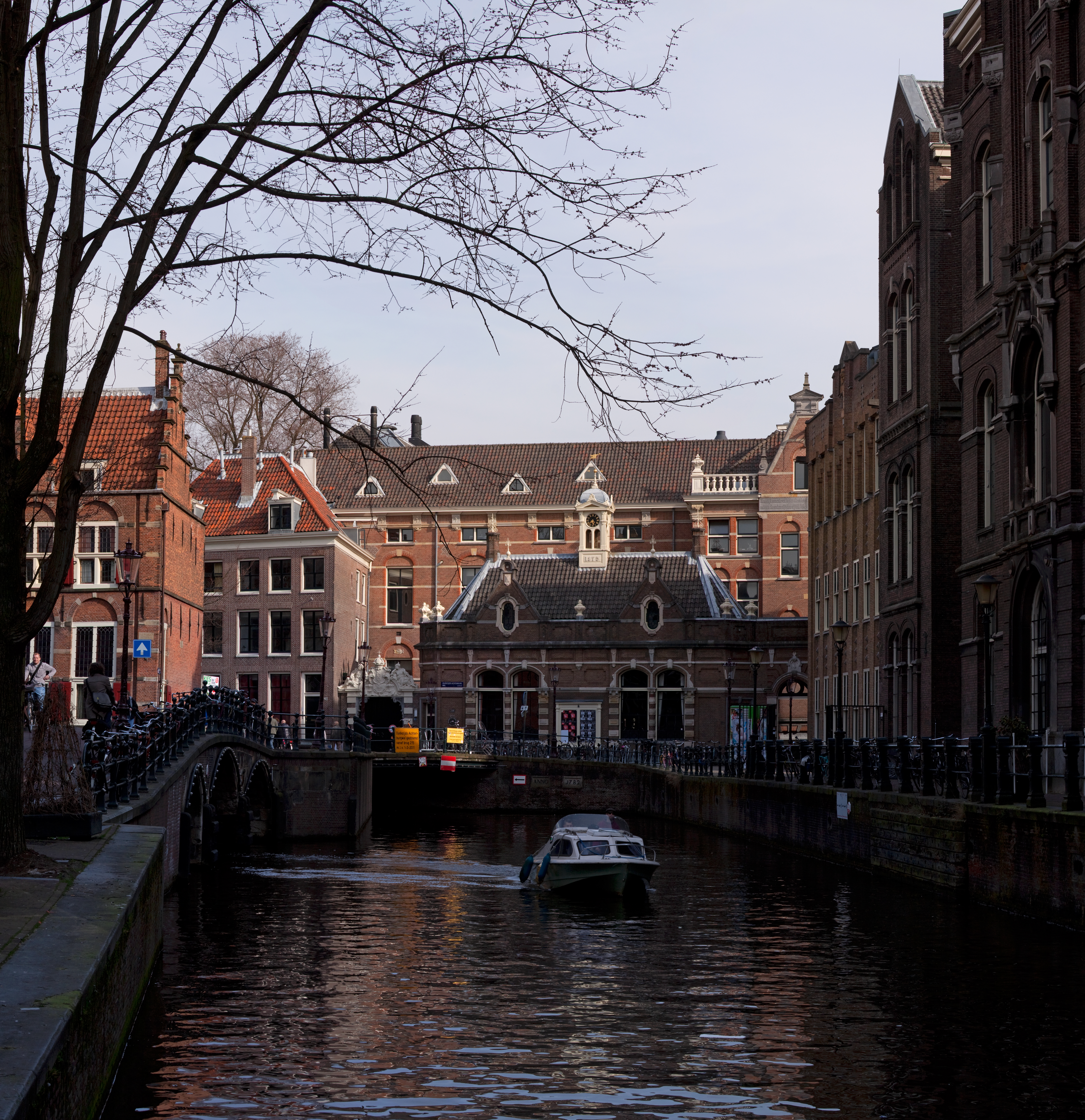
阿姆斯特丹大学建筑群（学术俱乐部）
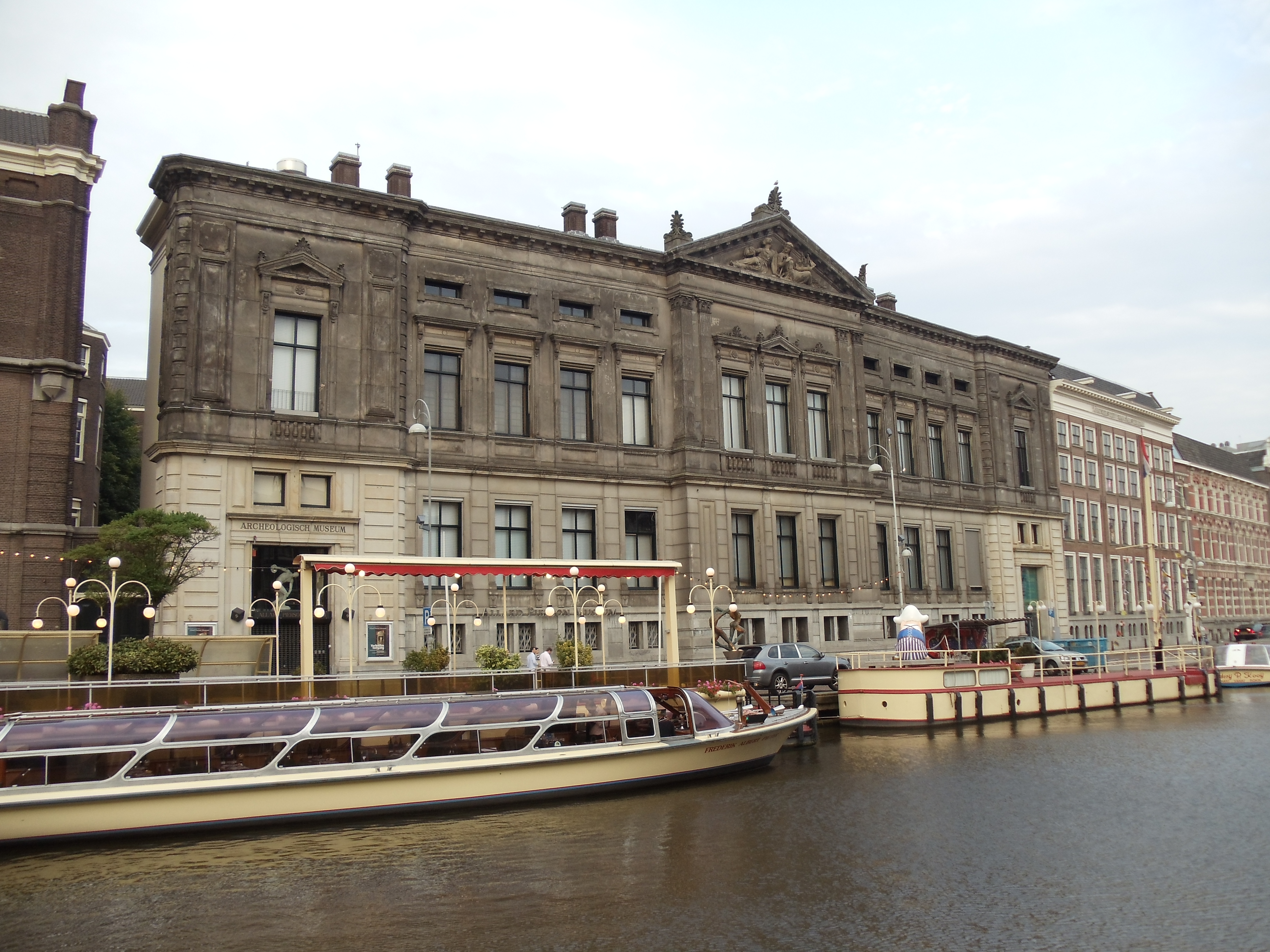
阿姆斯特丹大学考古博物馆阿拉德·皮尔逊博物馆
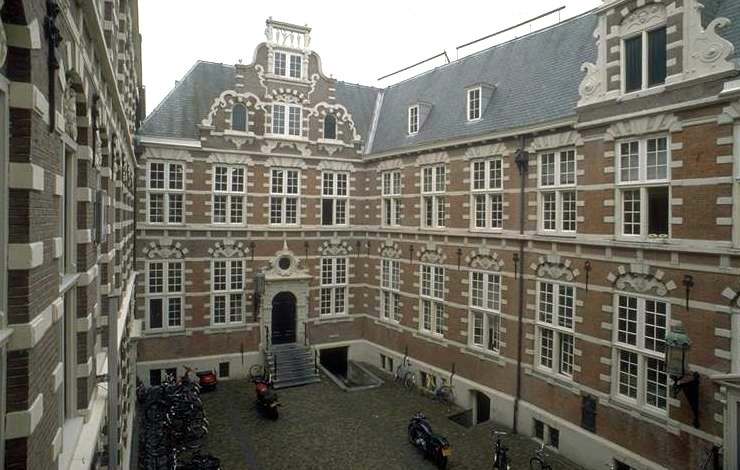
荷兰东印度公司总部，现为阿姆斯特丹大学所有
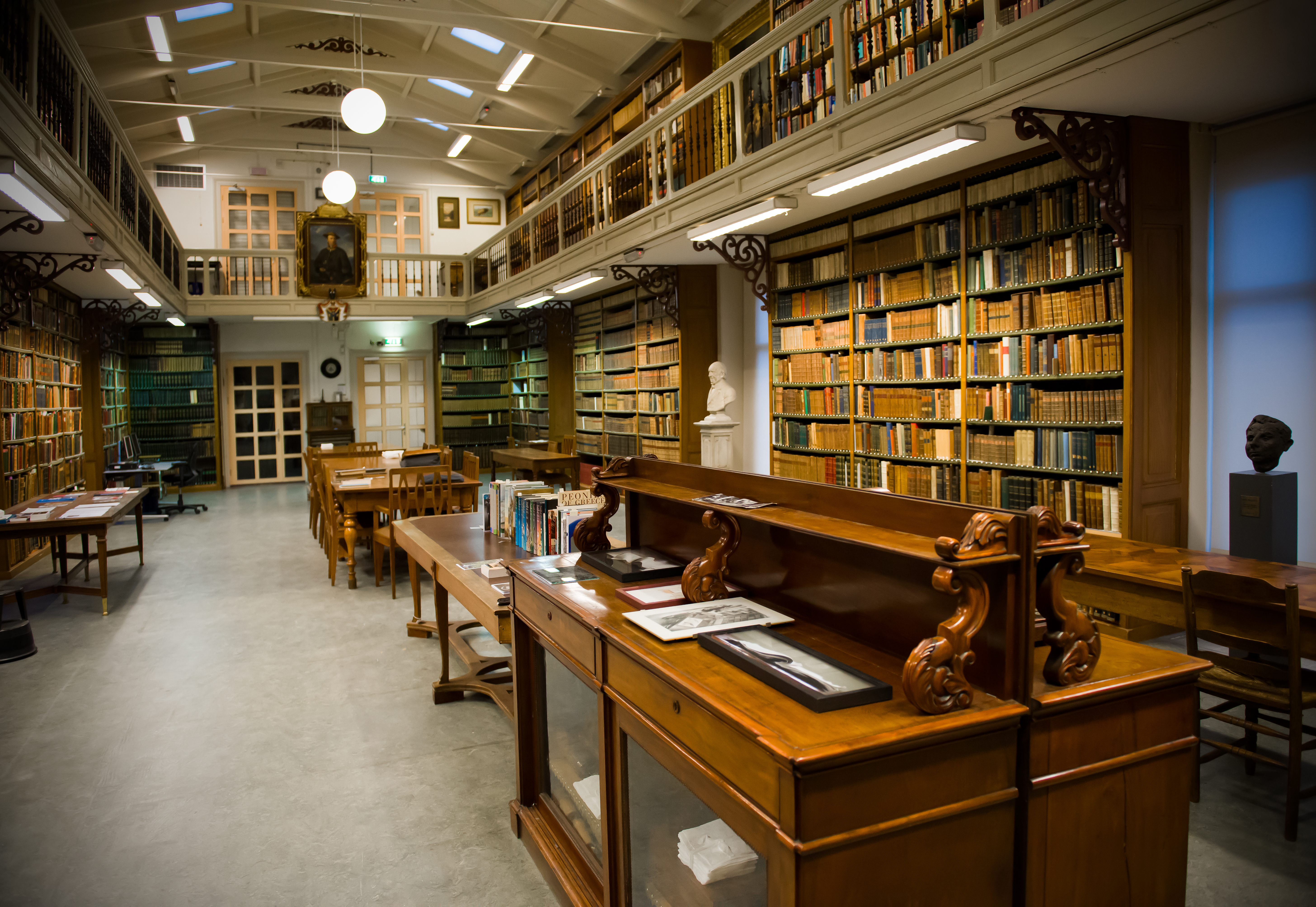
Artis图书馆，拥有两万册藏书，三千份手稿以及八万份动物标本
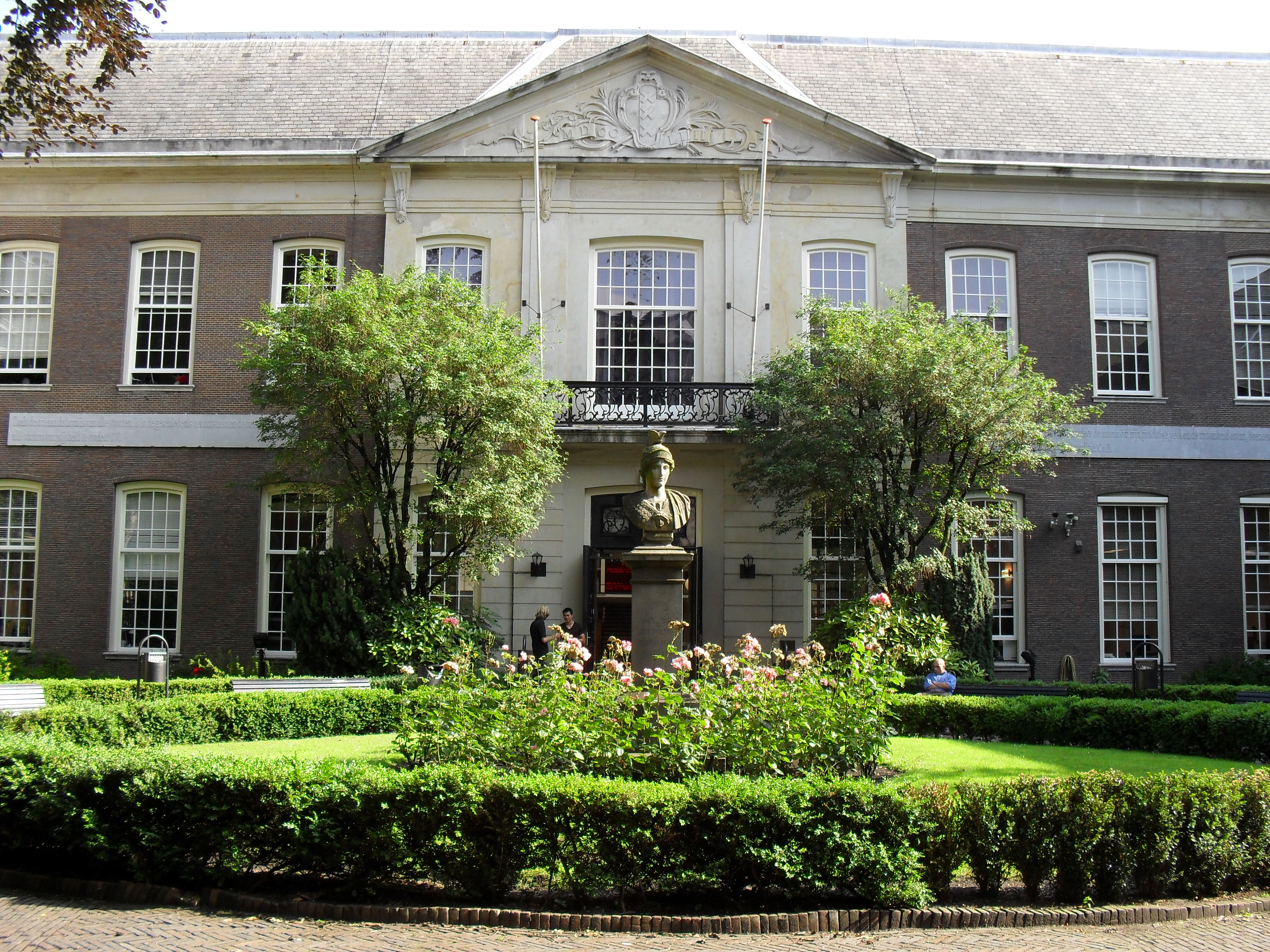
阿姆斯特丹大学法学院
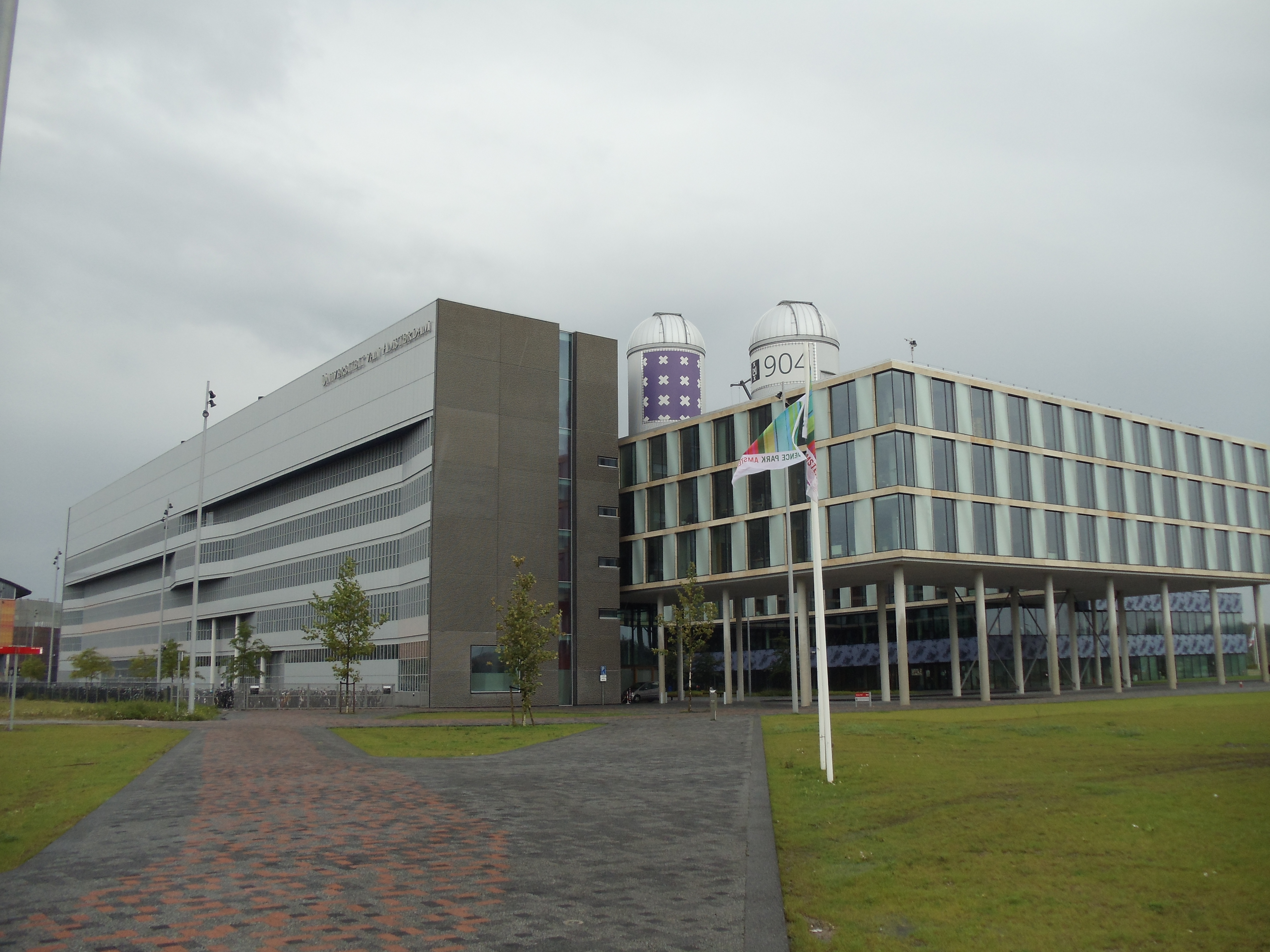
阿姆斯特丹大学理学院
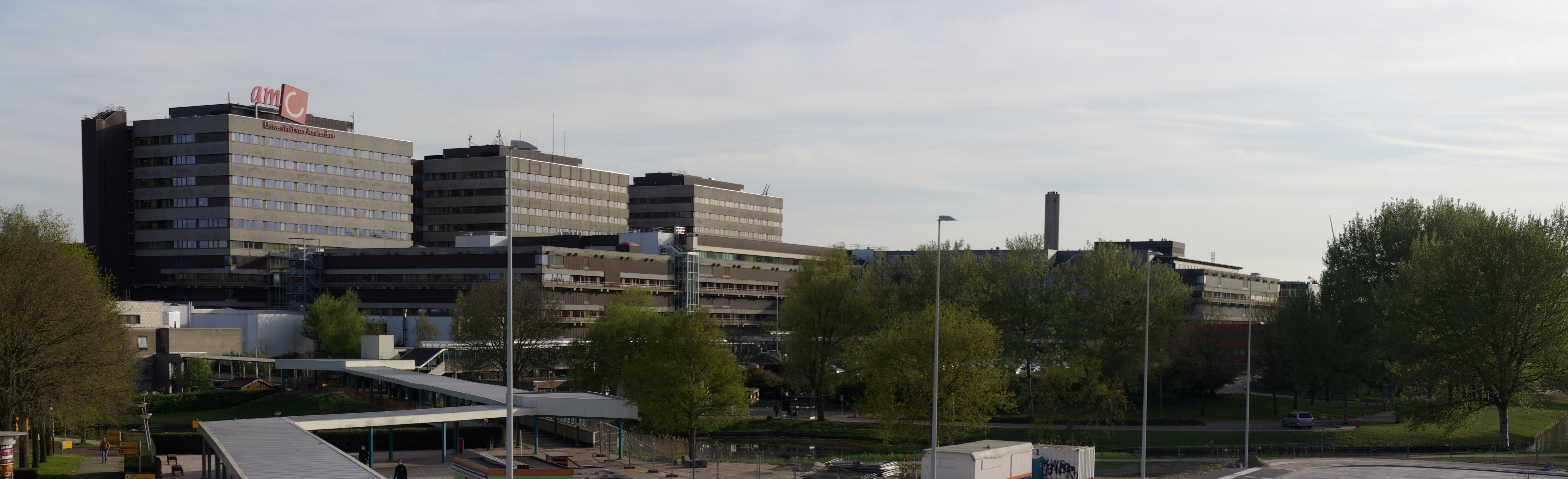
阿姆斯特丹大学医学院
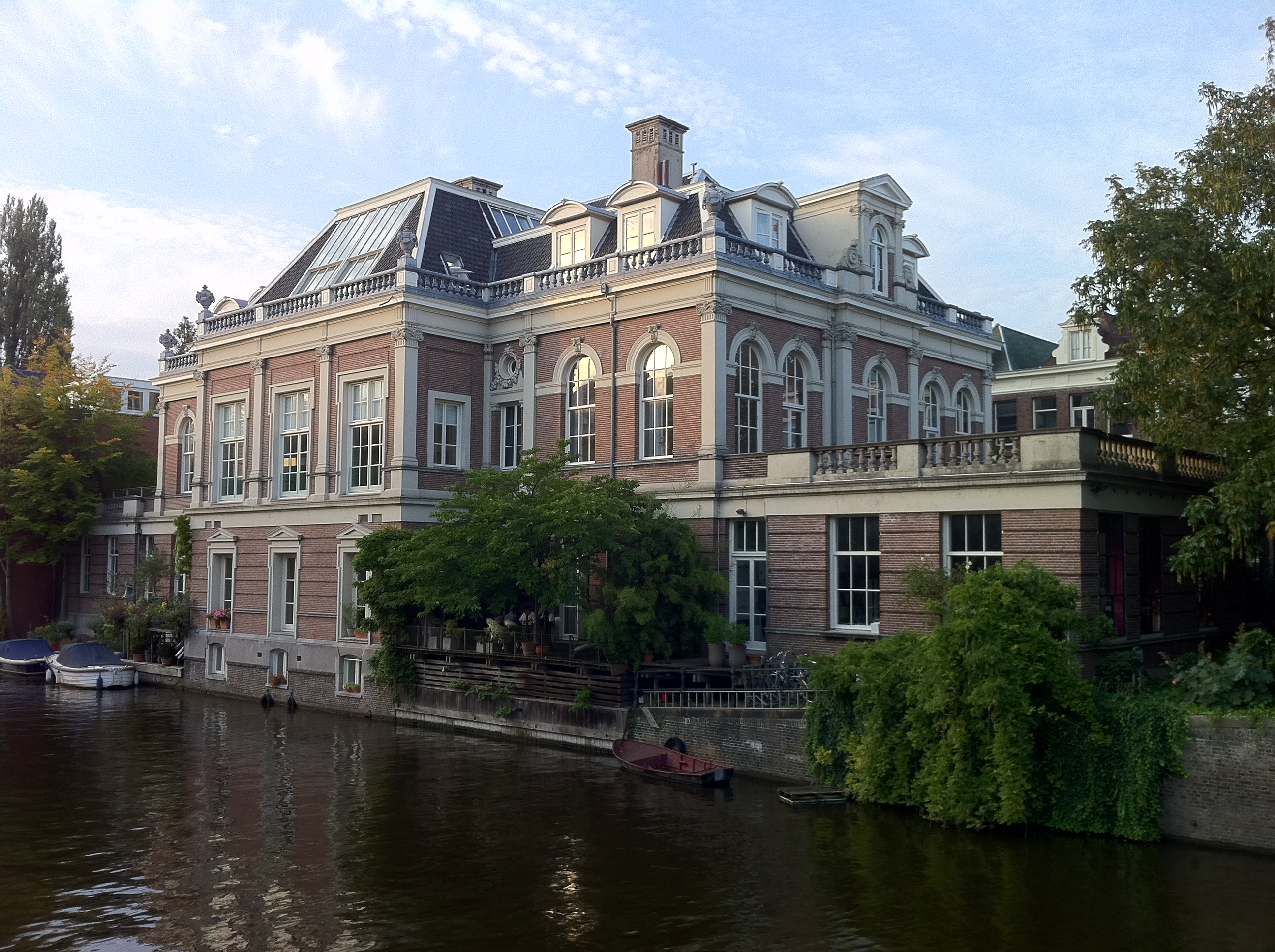
阿姆斯特丹大学植物研究实验室
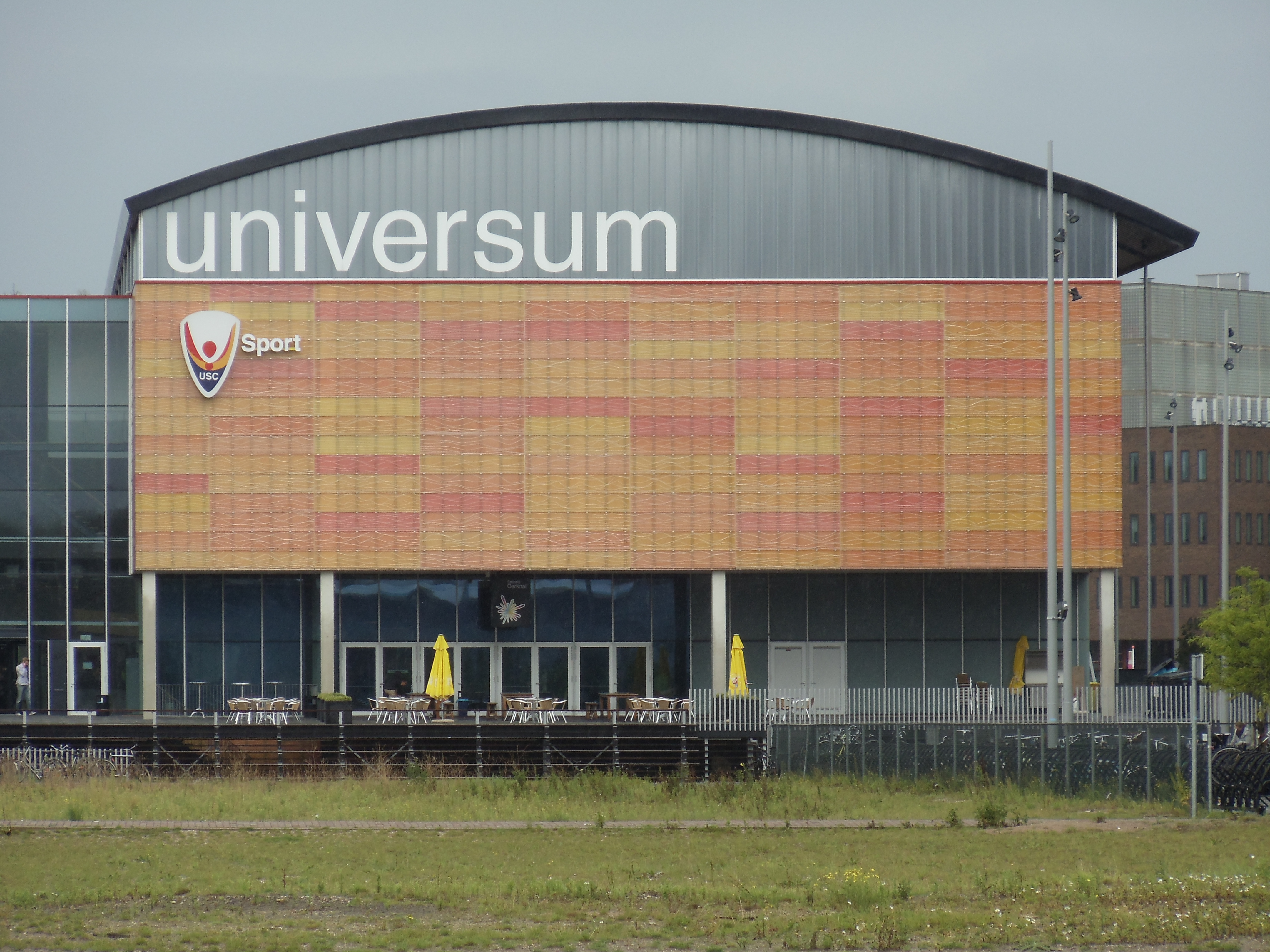
阿姆斯特丹大学体育馆

## 知名校友

### 诺贝尔奖获得者
- 托比亚斯·阿赛尔，荷兰法理学家。创建了国际法庭，他与阿尔弗雷德·赫尔曼·弗里德一起荣获1911年的诺贝尔和平奖。
- 克里斯蒂安·艾克曼，荷兰医生、病理学家。发现了维生素，他与弗雷德里克·霍普金斯爵士一起获颁诺贝尔生理学或医学奖。
- 雅各布斯·亨里克斯·范托夫，荷兰化学家。1901年荣获诺贝尔化学奖。
- 约翰内斯·范德瓦耳斯，荷兰物理学家，由于对气体和液体的状态方程所作的出色工作，获得1910年诺贝尔物理学奖。化学中有以他名字命名的范德瓦耳斯力。
- 彼得·塞曼，荷兰物理学家，他与洛伦兹被授予1902年的诺贝尔物理学奖。
- 弗里茨·泽尔尼克，荷兰物理学家，1953年因相衬显微技术而荣获诺贝尔物理学奖。

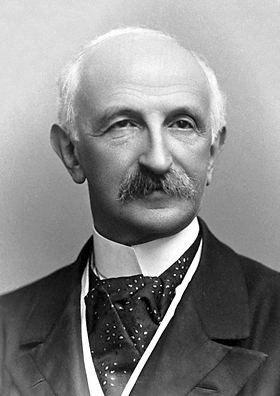
托比亚斯·阿赛尔, 1911 诺贝尔和平奖
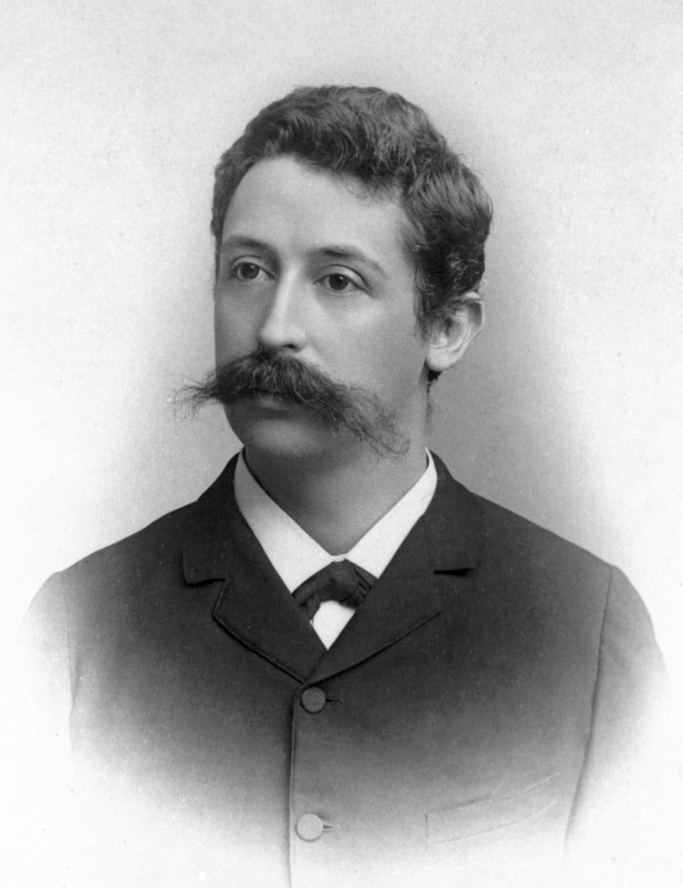
克里斯蒂安·艾克曼, 1929 诺贝尔医学奖
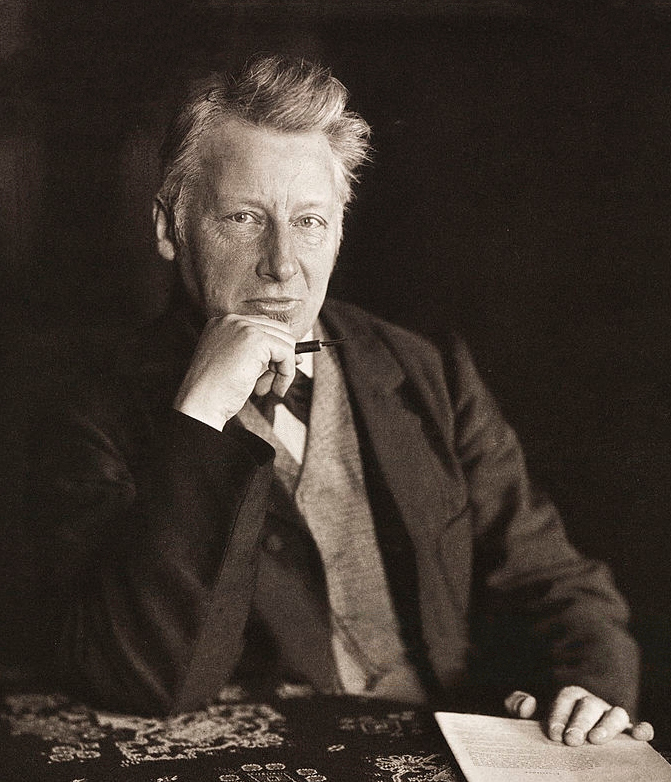
雅各布斯·亨里克斯·范托夫, 1901 诺贝尔化学奖
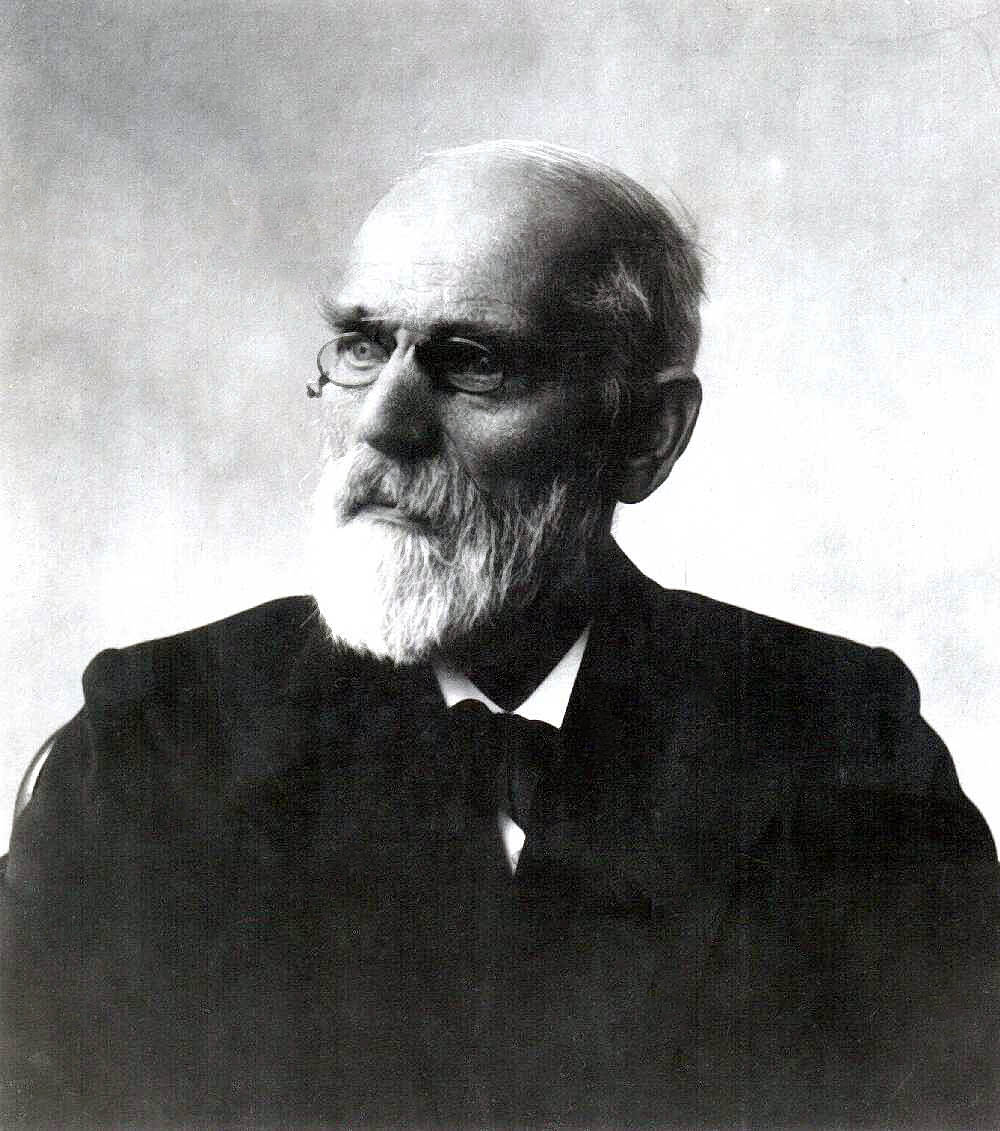
约翰内斯·范德瓦耳斯, 1910 诺贝尔物理奖
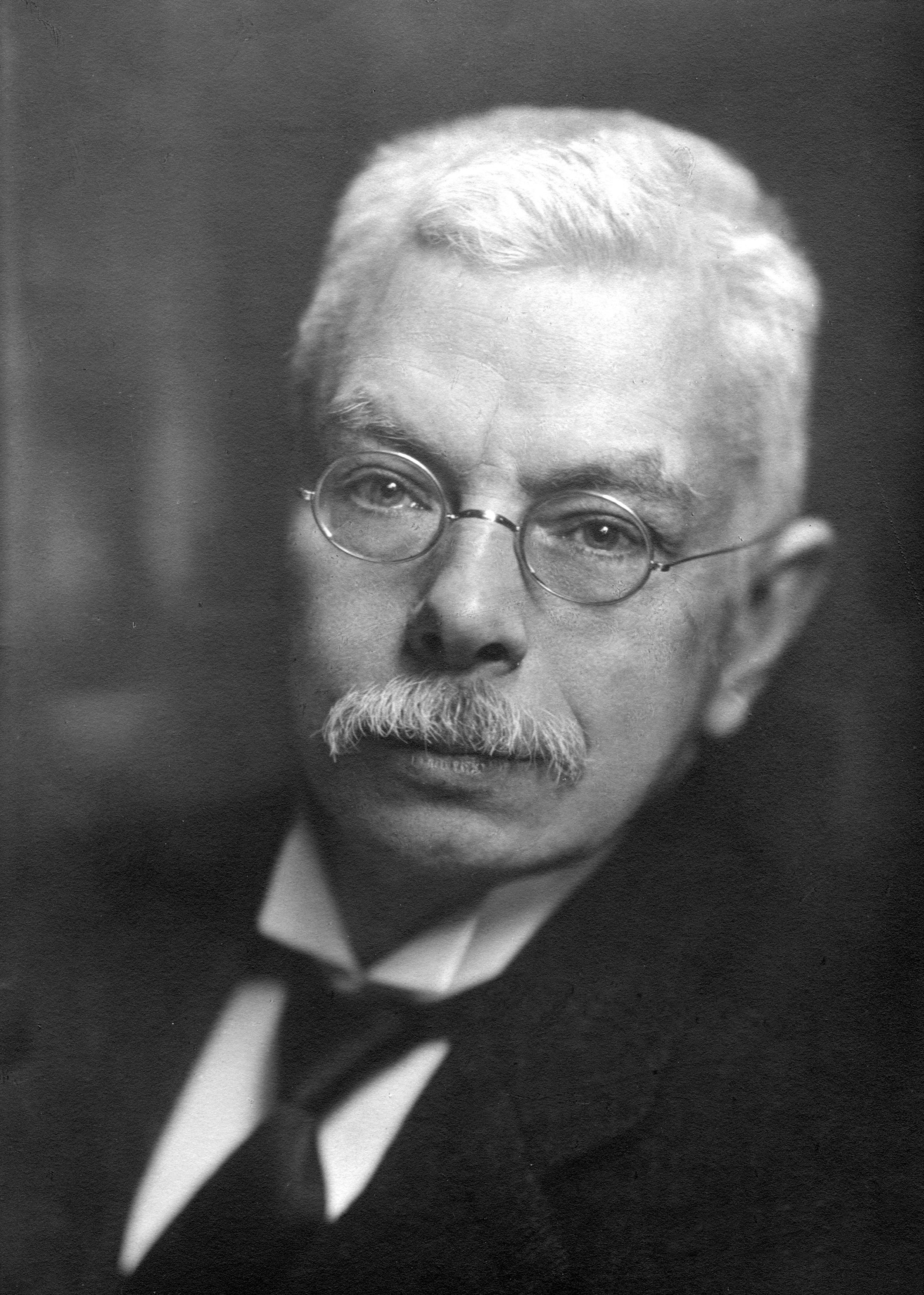
彼得·塞曼, 1902 诺贝尔物理奖
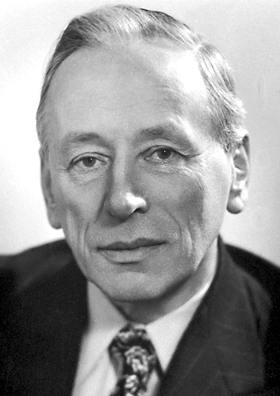
弗里茨·泽尔尼克, 1953 诺贝尔物理奖

### 政治領域
- 彼得·科特·范德林登 荷兰前首相
- 维姆·德伊森贝赫 欧洲央行前行长
- 约普·登厄伊尔 荷兰前首相
- Els Borst ，前荷蘭健康暨體育部大臣。
- Jacqueline Cramer ，荷蘭住房暨環境部大臣。
- 卡塔里娜-阿马利娅 荷兰王储
- 夏尔 米歇尔 前比利时首相 欧洲理事会主席
- 石泰峰 20届中央政治局委员 中国政协副主席
- 阿德梅尔克特 前联合国开发计划署副署长
- Wubbo de Boer 前欧盟知识产权局主席

### 科學領域
- 安东尼·潘涅库克，天文學家及馬克思主義者。
- 鲁伊兹·布劳威尔，數學家。
- 吉多·范罗苏姆，Python 程式語言的作者
- 雅克·波拉克（Jacques Polak）国际货币基金组织首席经济学家 布雷顿森林会议荷方代表

### 藝術領域
- Menno ter Braak ，作家。
- Willem Frederik Hermans ，作家。
- Janneke Jonkman ，作家。
- Stijn Roelofs ，紀錄片導演。
- J. Slauerhoff ，作家。
- Karin Spaink ， 記者。
- Simon Vestdijk ，作家。
- Dirk Wolthekker ，記者及作家。

### 運動領域
- 马克斯·尤伟 ，1935-1937 世界西洋棋王。

## 外部連結
- 阿姆斯特丹大學網站 （页面存档备份，存于）
- Studeren aan de UvA （页面存档备份，存于）
- 阿姆斯特丹大學图书馆 （页面存档备份，存于）
- Het AMC
- Het Album Academicum[永久]